# Baeus maryae
Baeus maryae är en stekelart som beskrevs av Stevens 2007. Baeus maryae ingår i släktet Baeus och familjen Scelionidae. Inga underarter finns listade.